# うたわれるものらじお
うたわれるものらじおは、テレビアニメ『うたわれるもの』に関連したインターネットラジオ番組。

## 概要

### 歴史
「『うたわれるもの』を、より一層楽しく観るための情報番組」として、2006年7月7日より音泉にて配信が開始された。パーソナリティは小山力也と柚木涼香。両者とも、ラジオパーソナリティを担当するのはこれが初めてだった。
当初はアニメ本放送終了に合わせての1クール限定放送の予定であったが、第2回の「放送の最終回あたりで結婚しましょうか」などのように、柚木涼香が販促番組であることを忘れて小山力也を口説き落とそうと熱烈かつ放送コードぎりぎりなラブコールを送り、小山力也がそれをオロオロしながらも紙一重でかわすと言う前代未聞の進行が配信直後から話題となり、さらに大原さやかと田中敦子（共に小山力也との共演機会が多い）の話になると嫉妬深くなった柚木涼香が番組進行を忘れて暴力をふるいかけるという展開も相まって、後に音泉の運営会社・タブリエの取締役を務めるやまけんが『音泉史上最大のアクセス数（カレイドスターのネットラジオを超えた）』『奇跡が積み重なって出来上がった番組』とイベントで発言したほどの人気番組となった。
それは番組自体に留まらなかった。出演したゲストのブログのアクセス数が数万単位で急増し、「下品な方の小山」」こと小山剛志は当番組にゲスト出演した事がきっかけで、『真・うたわれるもののテーマ』のCD発売に繋がり歌手デビュー、精力剤「マカビンビン」の呼称使用を製造販売元の阪本漢法製薬から公認を受け、浪川大輔に至っては『うたわれるもの』とは全く無関係な所までカルト的にブレイク、など、様々な波及効果まで見られた。
放送開始早々の第3回以降アクセスが殺到した結果、配信サーバーの障害が多発し、音泉側が急遽サーバーの増強を行ったり、第10回（2006年9月8日）には、投稿メールが週1,000通を超えたと番組内で発表、第14回（2006年10月6日）よりラジオ関西が地上波放送に踏み切るといった逸話がある。
2007年6月25日の第51回とその翌週に追加配信された番外編をもって番組は終了した。ラジオ関西での放送はこれに先立つ同年3月30日、「<音泉>ANNEX」枠の終了に伴い終了している。

### 後史
2009年4月16日より、『Webラジオ エルルゥの小部屋 IN うたわれるもの』が音泉にて配信開始した。OVAの発売のために立ち上げられた番組である。
タイトルどおりエルルゥの部屋にゲストが遊びに来ると言うシチュエーションの内容で、柚木涼香一人でラジオパーソナリティを担当する。小山力也がいないため、放送開始当初はキャラの性格に合わせたおとなしめの進行であったが、うたわれるものらじおの頃同様の《暴走》発言が増えている。
2015年の『うたわれるもの 偽りの仮面』の発売と、アニメ『うたわれるもの』の再放送にあわせ、2015年7月7日（番組開始より丁度9周年）より、音泉にて週1回のペースでの『うたわれるものらじお』再配信が、第25回（12月22日）まで行われた。また『偽りの仮面』『二人の白皇』の内容を扱った新番組『継うたわれるものらじお』、『煌うたわれるものらじお』のが新番組として配信されている。

### 放送サイト・放送局

#### 音泉
- 配信期間：2006年7月7日 - 2007年6月25日（全51回）
  - 2007年7月2日 番外編（第52回）を配信
- 配信日：毎週金曜日（第1回 - 第13回）、毎週月曜日（第14回 - 第52回）
第14回以降は、ラジオ関西の放送の3日後に配信。ただし、『ディレクターズカット版』としてラジオ関西放送分ではカットされた部分も配信する。逆に音泉配信分では流れないラジオ関西放送分のみのパートもあった。

#### ラジオ関西
- 放送期間：2006年10月6日 - 2007年3月30日（音泉第14回 - 第39回相当）
- 放送日：毎週金曜日 27時00分 - 27時30分

### パーソナリティ
- 小山力也（ハクオロ 役）
- 柚木涼香（エルルゥ 役）

### スタッフ
- 日高殖充（ディレクター）

## コーナー
番組オープニング（ショートドラマ）
ハクオロとエルルゥ（+ゲスト）による短いかけ合い。重大発表の前振りなどをすることもある。
タイトルコールは、ゲストがいる場合はゲストが、いない場合はパーソナリティーのどちらかが行うのが通例となっている。2007年度からアドリブが入るようになった。
ふつおたコーナー
普通のお便りを紹介するコーナー。ゲストが来た場合は「ゲストへの質問コーナー」となる。
ドリィとグラァに挑戦しよう　（通称：ドリグラ）
リスナーから送られてきた単語が書かれた紙を音泉名物「忌まわしき黄金ボックス」（命名：大原さやか）に入れ、出演者が一枚ずつ引き、そこから共通に連想されるものを答えるコーナー。
答えが合うと1ポイント。ゲストがいる場合はボーナスが付くことが多い。10ポイントたまるとパーソナリティの二人がステキな景品をもらえる。ポイントに貢献したゲストにもお裾分けがあるらしい。エルルゥという答えが何度か出たため、第18回から過去に出た答えは使えなくなった。
ゲストへの質問が長引くと中止になることがある（「トウカの旅行記」も同様）。地上波放送開始前は「トウカの旅行記」との隔週交代。
トウカの旅行記
リスナーの住んでいる地域の珍しい風習や食べ物などを募集しそれについてトークをするコーナー。
エルルゥのうたわれるもの知りコーナー
リスナーから生活の知恵を募集し番組の最後にエルルゥが発表する。ラジオ内では「うたわれるもの もの知りコーナー」と呼ばれていた。第30回放送をもって終了。
企画段階の募集名では「トゥスクルさんの知恵袋」であった。
（キャラ）のひとことコーナー
番組終了直前にキャラがひとこと言うコーナー。基本的にエルルゥかゲストの担当キャラがしゃべる。
ゲストへの質問コーナー
初登場のゲストが10の質問に答えるコーナー。質問内容はゲストによって多少変わる。長くなる場合が多い。
フリートークのコーナー
パーソナリティの二人が自由奔放におしゃべりをするコーナー。もっとも番組全体（オープニングのアドリブ含む）がフリートークのノリで進行するため、他のコーナーとあまり変わらない。
うたわれるものの続編を考えようコーナー
第39回放送分のみ。うたわれるものの続編についてのリスナーからの提案を発表するコーナー。
オボロボロボロコーナー
第47回放送分のみ。リスナーが考案したコーナー。リスナーから送られた不運な体験話を「ボロボロ度」という単位で10点満点で判定し、励ましのメッセージを送る。

## ゲスト
回数の後の日付は音泉の配信日。
- 第04回（2006年7月28日） - 沢城みゆき（アルルゥ役）
- 第05回（2006年8月4日）・第14回（2006年10月9日）・第30回（2007年1月29日） - Suara（歌手）
- 第06回（2006年8月11日） - 桐井大介（オボロ役）
- 第10回（2006年9月8日）[12]・第42回（2007年4月23日） - 小山剛志（クロウ役）
- 第11回（2006年9月15日）[12]・第35回（2007年3月5日） - 三宅華也（トウカ役）
- 第12回（2006年9月22日）[13] - 大原さやか（ウルトリィ役）
- 第13回（2006年9月29日） - 渡辺明乃（ドリィ、グラァ、ハウエンクア役）
- 第19回（2006年11月13日） - 下山吉光（ムックル役）
- 第21回（2006年11月27日） - 富坂晶（アムルリネウルカ・クーヤ役）
- 第31回（2007年2月5日） - 秋元羊介（ニウェ役）
- 第36回（2007年3月12日） - 野島裕史（ヒエン役）
- 第46回（2007年5月21日） -  - 吉野裕行（ヌワンギ役）
- 第49回（2007年6月11日） - 大川透（ササンテ、インカラ役）
- 第50回（2007年6月18日） - 飯塚昭三（ゲンジマル役）
- 番外編（2007年7月2日） - 日高殖充（番組ディレクター）

- ラジオCD Vol.1 - 田中敦子（カルラ役）
- ラジオCD Vol.2 - 小山力也（ハクオロ役）、柚木涼香（エルルゥ役）[14]
- ラジオCD Vol.3 - 沢城みゆき（アルルゥ役）、釘宮理恵（カミュ役）
- 特別盤CD[15] - 桐井大介（オボロ役）、中原麻衣（ユズハ役）
- デスクトップキャラクターズ初回限定版特典CD - 浪川大輔（ベナウィ役）

## 主題歌
- オープニングテーマ

1. 「夢想歌」（第1回 - 第17回、第26回 - 第38回、第50回 - 第52回）
作詞：須谷尚子 / 作曲：衣笠道雄 / 編曲：豆田将 / 歌：Suara
2. 「君だけの旅路」（第18回 - 第25回）
作詞：須谷尚子 / 作曲：衣笠道雄 / 編曲：衣笠道雄 / 歌：Suara
3. 「真・うたわれるもののテーマ」（第39回 - 第49回）
作詞・作曲・歌：小山剛志 / 編曲：水島康宏
  - マキシシングル収録

- エンディングテーマ

1. 「キミガタメ」（第18回 - 第25回、第51回1）
作詞：須谷尚子 / 作曲：下川直哉 / 編曲：衣笠道雄 / 歌：Suara
2. 「まどろみの輪廻」（第26回 - 第38回、第52回）
作詞：畑亜貴 / 作曲・編曲：伊藤真澄 / 歌：河井英里
3. 「永久に」（第39回 - 第49回）
作詞：須谷尚子 / 作曲：松岡純也 / 歌：Suara
4. 「運命 -SADAME-」（第51回2）
作詞：牛島弥美 / 作曲：豆田将 / 歌：柚木涼香

## 関連グッズ

### ラジオCD
- ラジオCD「うたわれるものらじお」Vol.1（2006年12月21日発売、以下販売元：バップ）

【DISC-1】特別編集版ラジオ
ゲスト: 田中敦子（カルラ役）
【DISC-2】うたわれるものらじお第1回から第13回までのMP3データ
一部ラジオCD版にアレンジ
同CDは、ラジオCDとしては高い売り上げをみせる。オリコンデイリーアルバムチャート7位、ウィークリーアルバムチャート初登場25位。
- ラジオCD「うたわれるものらじお」Vol.2（2007年4月25日発売）

【DISC-1】特別編集版ラジオ『小山剛志と桐井大介のうたわれるものらじお』
スペシャルパーソナリティ:小山剛志（クロウ役）、桐井大介（オボロ役）
スペシャルゲスト: 小山力也（ハクオロ役）、柚木涼香（エルルゥ役）
【DISC-2】うたわれるものらじお第14回から第26回までのMP3データ
同CDは当初2007年3月21日発売予定であったが、発売前日に第26回分が未収録であることが発覚し2007年4月25日に発売が延期された。
- ラジオCD「うたわれるものらじお」Vol.3（2007年5月23日発売）

【DISC-1】特別編集版ラジオ
ゲスト: 沢城みゆき（アルルゥ役）、釘宮理恵（カミュ役）
【DISC-2】うたわれるものらじお第27回から第39回までのMP3データ
- ラジオCD「うたわれるものらじお」Vol.4（2007年8月22日発売）

【DISC-1】箱根にて収録された特別版ラジオ

【DISC-2】うたわれるものらじお第40回から第51回（本来の最終回）、及び番外編最終回スペシャルまでのMP3データ(一部オーディオCD)
- うたわれるものらじお特別盤（非売品。 2006年12月下旬から2007年2月上旬にかけて応募者に順次発送。）

アニメDVDとPS2ゲームの同時購入者への全員応募特典CD。
ゲスト: 桐井大介（オボロ役）・中原麻衣（ユズハ役）
「夢想歌」アナザーアレンジバージョンを収録
- うたわれるものらじお出張版（非売品）

「うたわれるものデスクトップキャラクターズ」初回特典版付属CD
ゲスト: 浪川大輔（ベナウィ役）
「真・うたわれるもののテーマ アコースティック.ver」歌：小山剛志 を収録

### 関連マキシシングル
- 「真・うたわれるもののテーマ」（2007年4月25日発売、発売元：ランティス。）

歌：小山剛志
コーラス：小山力也、柚木涼香、Suara、大原さやか、加藤将之、釘宮理恵、渡辺明乃、三宅華也、桐井大介、野島裕史、下山吉光、中原麻衣、浪川大輔
発売当日のオリコンデイリーチャートでは多数のビッグタイトルが同日発売の中で堂々の初登場10位に入った（ウィークリーランキングは16位）。

### 映像ソフト
後述の合同公開録音をほぼノーカットで収録したDVDソフトがアクアプラス通販期間限定で発売された。2007年11月にはBlu-ray Disc版も小山力也と柚木涼香の新規録音のオーディオコメンタリー付きで一般発売された。

### 関連書籍
『うたわれるものらじお メモリアルブック 〜ふたりの旅路〜』と題して、2007年8月17日から19日開催の『コミックマーケット』72で先行発売。アニメイトなどアニメ専門店でも限定販売されている。
内容は当番組の回顧録や関係者へのインタビューのほか、小山力也と柚木涼香の箱根での撮り下ろし写真のほか、本書の音声解説的なCDが付属する。

### Tシャツ
いずれもコスパから発売。
- 『箱根の皆さ〜ん、うたわれるものですよぉ〜！！』（小山力也直筆）

第10回にて小山剛志が、小山力也が打ち上げ旅行で行った箱根の山中で酔っ払った勢いでこのように叫んだ事を暴露（小山力也本人は、上記のように叫んだのは実際には隣にいた中原麻衣であり、自分はあくまで浪川大輔の応援演説だけだったと第13回にて弁明）した事がきっかけで、なし崩し的にこれが発売された。なお、黒地に白文字である。
- 『ひげ独身（裏は「生まれたて」）』（小山剛志直筆）

小山剛志がしばしば自虐的にこのフレーズを出している事や、「真・うたわれるもののテーマ」のカップリング曲が「ひげ独身のテーマ」となった事などから、これが発売された。なお、白地に黒文字である。

## 関連イベント
2007年4月22日に東京・ディファ有明にて同じ音泉のインターネットラジオ『Radio ToHeart2』との合同公開録音イベントが開催された。司会は小山剛志とSuara。他に、小山力也と柚木涼香、『Radio ToHeart2』のパーソナリティの伊藤静と落合祐里香が出演した。
イベントは3部構成で、第1部は『Radio ToHeart2』の公開録音（小山力也と柚木涼香がゲスト出演）、第2部は『うたわれるものらじお』の公開録音（伊藤と落合がゲスト出演）、第3部は『ToHeart2』と『うたわれるもの』関連のライブコーナーが行われた。

## 武装錬金RADIOとの交流
『うたわれるものらじお』開始後、柚木涼香は自らヒロインを務めるテレビアニメ『武装錬金』のインターネットラジオ『武装錬金RADIO』のパーソナリティを主人公役の福山潤と共に務める事となった。『武装錬金RADIO』は『うたわれるものらじお』と製作スタッフも同じであったため、当初から『うたわれるものらじお』中でも宣伝が行われるなど、交流の深いものとなった。
特に、小山力也が『武装錬金』に出演し、同ラジオにゲスト出演した際には、規制音に『うたわれるものらじお』と同じものを使う（ただし、小山が「これってキンキンってなるんですか？」と言った時に効果音として出てきただけで規制音としては実際に用いられていない）など、非常に『うたわれるものらじお』を意識したものとなっていた。さらに、小山はこのときの柚木と福山の軽妙なやり取りにある種の嫉妬を催し、その事を『うたわれるものらじお』の中で何度も取り上げることになった。
2007年に入り、この嫉妬からか、小山の柚木に対する態度に若干の変化が現れ、柚木に「力ちゃん変わったね」「今年に入ってから、力ちゃんは少し優しくなった。距離が近くなった」と言われるようになった。
ちなみに、武装錬金RADIOでは柚木は小山の事を（福山に「普段どう呼んでるんですか？」と訊ねられた時を除いて）「小山さん」と呼んでいた。